# 托瓦爾尼齊亞河
托瓦爾尼察河（烏克蘭語：Товарниця），是烏克蘭西南部的河流，屬於切列莫什河的支流。該河發源自托瓦爾尼察，流經切爾尼夫齊州的維日尼察區，河道全長15公里，流域面積47.5平方公里。